# Okręg wyborczy Devizes
Okręg wyborczy Devizes powstał w 1331 r. i wysyłał do angielskiej, a następnie brytyjskiej, Izby Gmin dwóch deputowanych. Od 1868 r. jest to okręg jednomandatowy. Obejmuje on miasto Devizes w hrabstwie Wiltshire oraz dystrykt Kennet.

## Deputowani do brytyjskiej Izby Gmin z okręgu Devizes

### Deputowani w latach 1660–1868
- 1660–1661: William Lewis
- 1660–1661: Robert Aldworth
- 1661–1666: William Yorke
- 1661–1669: John Kent
- 1666–1669: John Norden
- 1669–1675: Edward Lewis
- 1669–1679: George Johnson
- 1675–1679: Edward Bayntun
- 1679–1679: Walter Ernle
- 1679–1681: Giles Hungerford
- 1679–1681: John Eyles
- 1681–1685: Walter Ernle
- 1681–1685: George Johnson
- 1685–1689: John Talbot
- 1685–1695: Walter Grubbe
- 1689–1690: William Pynsent
- 1690–1690: Thomas Fowle
- 1690–1701: John Methuen
- 1695–1698: Edward Ernle
- 1698–1702: Francis Child
- 1701–1701: Francis Merewether
- 1701–1706: John Methuen
- 1702–1703: John Child
- 1703–1705: Francis Merewether
- 1705–1708: Francis Child
- 1706–1710: Josiah Diston
- 1708–1710: Paul Methuen
- 1710–1713: Francis Child
- 1710–1713: Thomas Richmond Webb
- 1713–1715: Robert Child
- 1713–1715: John Nicholas
- 1715–1722: Josiah Diston
- 1715–1721: Francis Eyles
- 1721–1734: Benjamin Haskins-Stiles
- 1722–1727: Joseph Eyles
- 1727–1742: Francis Eyles
- 1734–1740: Joseph Eyles
- 1740–1765: John Garth
- 1742–1747: George Lee
- 1747–1765: William Willy
- 1765–1780: Charles Garth
- 1765–1780: James Sutton
- 1780–1788: James Tylney-Long
- 1780–1784: Henry Jones
- 1784–1805: Henry Addington, torysi
- 1788–1818: Joshua Smith
- 1805–1826: Thomas Estcourt
- 1818–1832: John Pearse
- 1826–1832: George Watson-Taylor
- 1832–1835: William Locke
- 1832–1834: Montague Gore
- 1834–1836: Philip Charles Durham
- 1835–1844: Thomas Sotheron-Estcourt, Partia Konserwatywna
- 1836–1838: James Whitley Deans Dundas
- 1838–1857: George Heneage
- 1844–1848: William Bruges
- 1848–1852: James Bucknall-Estcourt
- 1852–1857: John Neilson Gladstone
- 1857–1859: Simon Watson Taylor
- 1857–1868: Christopher Griffith
- 1859–1863: John Neilson Gladstone
- 1863–1864: William Addington
- 1864–1868: Thomas Bateson, Partia Konserwatywna

### Deputowani po 1868
- 1868–1885: Thomas Bateson, Partia Konserwatywna
- 1885–1892: Walter Long, Partia Konserwatywna
- 1892–1895: Charles Hobhouse, Partia Liberalna
- 1895–1906: Edward Goulding, Szkocka Partia Unionistyczna
- 1906–1910: Francis Rogers, Partia Liberalna
- 1910–1918: Basil Peto, Partia Konserwatywna
- 1918–1923: William Cory Heward Bell, Partia Konserwatywna
- 1923–1924: Eric MacFadyen, Partia Liberalna
- 1924–1945: Percy Hurd, Partia Konserwatywna
- 1945–1955: Christopher Hollis, Partia Konserwatywna
- 1955–1964: Percivall Pott, Partia Konserwatywna
- 1964–1992: Charles Morrison, Partia Konserwatywna
- 1992– : Michael Ancram, Partia Konserwatywna